# Plains and Sierra Miwok

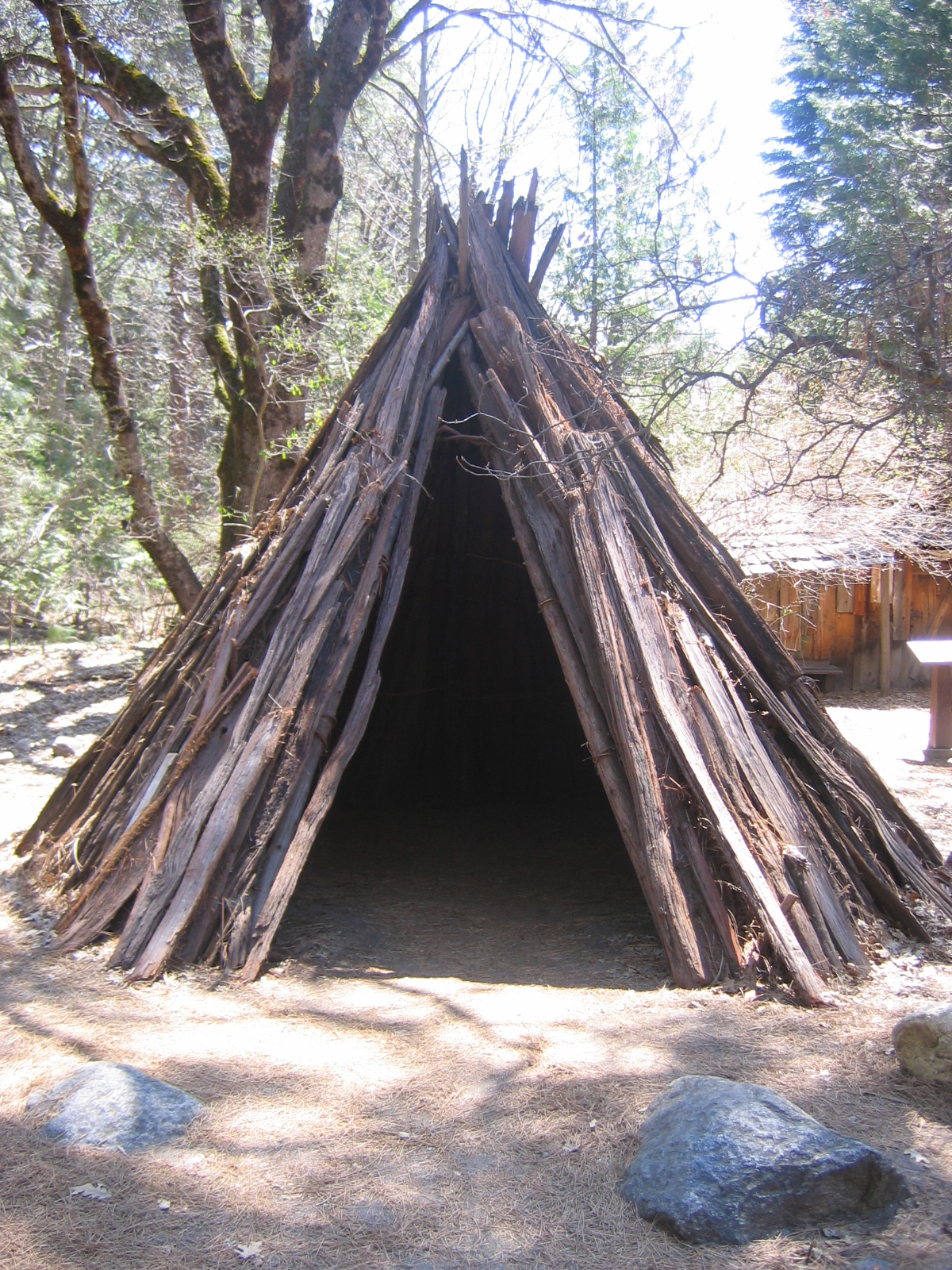
Historische reproductie van een Sierra Miwok-hut in de Yosemite Valley. Ze maakten dit soort hutten pas vanaf de 19e eeuw, met materiaal van de boskap door mijnbouwers. Daarvoor leefden de Miwok in ronde hutten van struikhout en modder.

De Plains and Sierra Miwok (of kortweg Sierra Miwok), dat wil zeggen de Miwok-indianen uit de Sacramento Valley en het Sierra Nevada-gebergte, waren ooit de grootste groep Miwok-indianen in wat nu de Amerikaanse staat Californië is. Ze leefden in Noord-Californië op de westelijke flank van de Sierra Nevada tussen de rivieren Fresno en Cosumnes, alsook in de Central Valley waar de rivieren Cosumnes, Mokelumne en Sacramento samenkomen. Vandaag leven veel Sierra Miwok in reservaten of rancheria's in de streek.

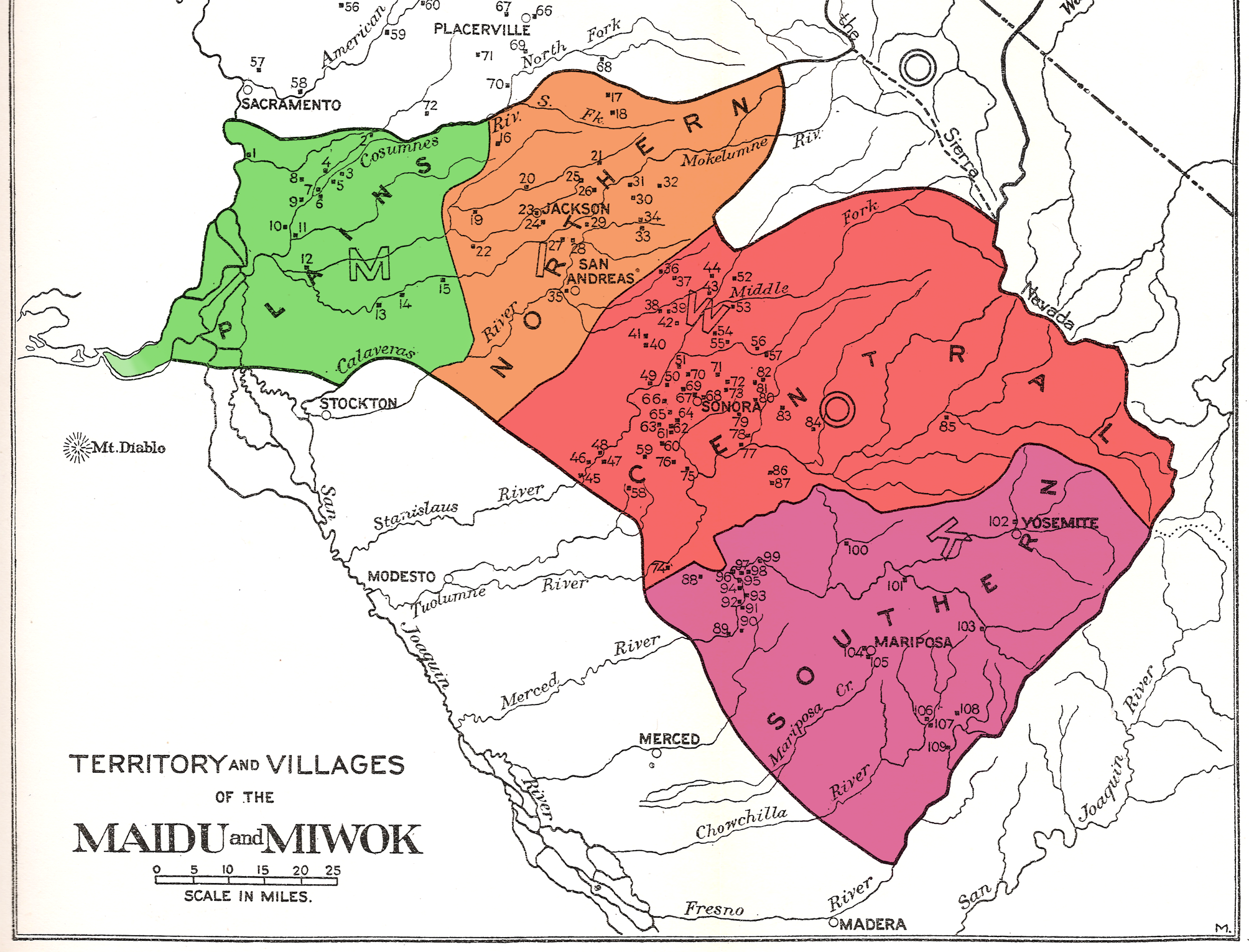
Kaart van het leefgebied van de Plains and Sierra Miwok ten tijde van het eerste contact met Europese Amerikanen, naar Alfred L. Kroebers Handbook of the Indians of California (1925). De dorpen die aangeduid zijn, zijn slechts een deel van het aantal bij naam bekende dorpen, waarvan de exacte locatie niet altijd geweten is, of waarover de bronnen elkaar tegenspreken.

## Taal
De Plains and Sierra Miwok spraken eigen talen, die tot de Miwoktalen worden gerekend, een onderverdeling van de Utitalen. Het Plains Miwok is uitgestorven en van de verschillende Sierra Miwok-dialecten blijven er nog maar enkele sprekers over.